# Yong Ji
Yong Ji (kineski 雍己) bio je kralj Kine tijekom dinastije Shang. Rođen je kao Zi Dian (子佃) ili Zi Zhou (子伷). Ne zna se točno kad je rođen, pa ni kad je umro, jer su podaci o njemu oskudni.
Dosta je informacija sačuvano o njegovoj obitelji. Sima Qian, veliki kineski povjesničar, spominje da je on bio brat kralja Taija Genga i kralja Xiaoa Jije. Vladao je 12 godina iz grada zvanog Bo.
Kosti za vračanje spominju njegovog nećaka kao kralja, Zhonga Dinga. Prema njima, Yong je naslijedio svog brata Taija Wua.